# Журавське (Ширяївський район)
Жура́вське — колишнє село в Україні, у Ширяївському районі Одеської області.
12 червня 2018 року Одеська обласна рада виключила с. Журавське з облікових даних.
Нині територія колишнього села відноситься до Роздільнянського району (Цебриківська селищна громада).

## Населення
Згідно з переписом УРСР 1989 року чисельність наявного населення села становила 5 осіб, усі 5 — жінки.
За переписом населення України 2001 року в селі ніхто не мешкав.